# Francesca Hilton
Francesca Hilton   (Nova York, 10 de març de 1947 - Los Angeles, 5 de gener de 2015) va ser la filla de l'actriu Zsa Zsa Gabor (1917 - 2016) i del magnat Conrad Hilton (1887-1979). Malgrat que el seu pare li passava una pensió, quan aquest va morir en 1979 no va heretar-ne res. Va néixer quan els seus pares ja estaven separats, i Gabor va dir que va ser fruit d'una violació de Hilton.
Va ser l'única neta de Vilmos (1884-1962) i Jolie Gabor (1896-1997). No va tenir gaire relació amb la seva mare, perquè es trobaven enfrontades per la tibant relació entre Francesca i el seu padrastre Frédéric Prinz von Anhalt, que van protagonitzar diversos litigis.
En els seus últims anys va aconseguir un permís per visitar a la seva mare ja molt malalta. En aquella època Francesca estava arruïnada i vivia en el seu cotxe amb la seva parella. Es va dedicar a la comèdia, burlant-se de la seva reneboda, la famosa Paris Hilton i també de si mateixa i la seva pròpia situació crítica. Després d'una atrafegada vida va morir d'un infart als 67 anys, un any abans que la seva mare.

## Filmografia
- Un lugar seguro (1971)
- La historia de Elizabeth Taylor (1995)
- Forever Fabulous (1999)